# Ronde van Italië 1989
| Eindklassement       |                            |              |
| Algemeen klassement  | Laurent Fignon             | 93h 30' 16"  |
| Tweede               | Flavio Giupponi            | + 1' 15"     |
| Derde                | Andy Hampsten              | + 2' 46"     |
| Vierde / (Ned)       | Erik Breukink              | + 5' 02"     |
| Vijfde               | Franco Chioccioli          | + 5' 43"     |
| Zesde                | Urs Zimmermann             | + 6' 28"     |
| Zevende / (Bel)      | Claude Criquielion         | + 6' 34"     |
| Achtste              | Marco Giovannetti          | + 7' 44"     |
| Negende              | Stephen Roche              | + 8' 09"     |
| Tiende               | Marino Lejarreta           | + 8' 09"     |
| Rode Lantaarn        | Patrizio Gambirasio (141e) | + 4h 21' 10" |
| Puntenklassement     | Giovanni Fidanza           | 172 punten   |
| Tweede               | Laurent Fignon             | 139 punten   |
| Derde                | Erik Breukink              | 128 punten   |
| Bergklassement       | Lucho Herrera              | 70 punten    |
| Tweede               | Stefano Giuliani           | 38 punten    |
| Derde                | Henry Cardenas             | 34 punten    |
|                      | Jure Pavlič                | 34 punten    |
| Jongerenklassement   | Vladimir Poelnikov (11e)   | 93h 40' 06"  |
| Tweede               | Pjotr Oegroemov (16e)      | + 4' 37"     |
| Derde                | Luca Gelfi (27e)           | + 27' 49"    |
| Intergiro klassement | Jure Pavlič                | 49h 50' 00"  |
| Tweede               | Laurent Fignon             | + 4' 07"     |
| Derde                | Claude Criquielion         | + 4' 24"     |
| Ploegenklassement    | Fagor                      | 279h 59' 13" |
| Tweede               | Caja Rural                 | -            |
| Derde                | Alfa Lum                   | -            |

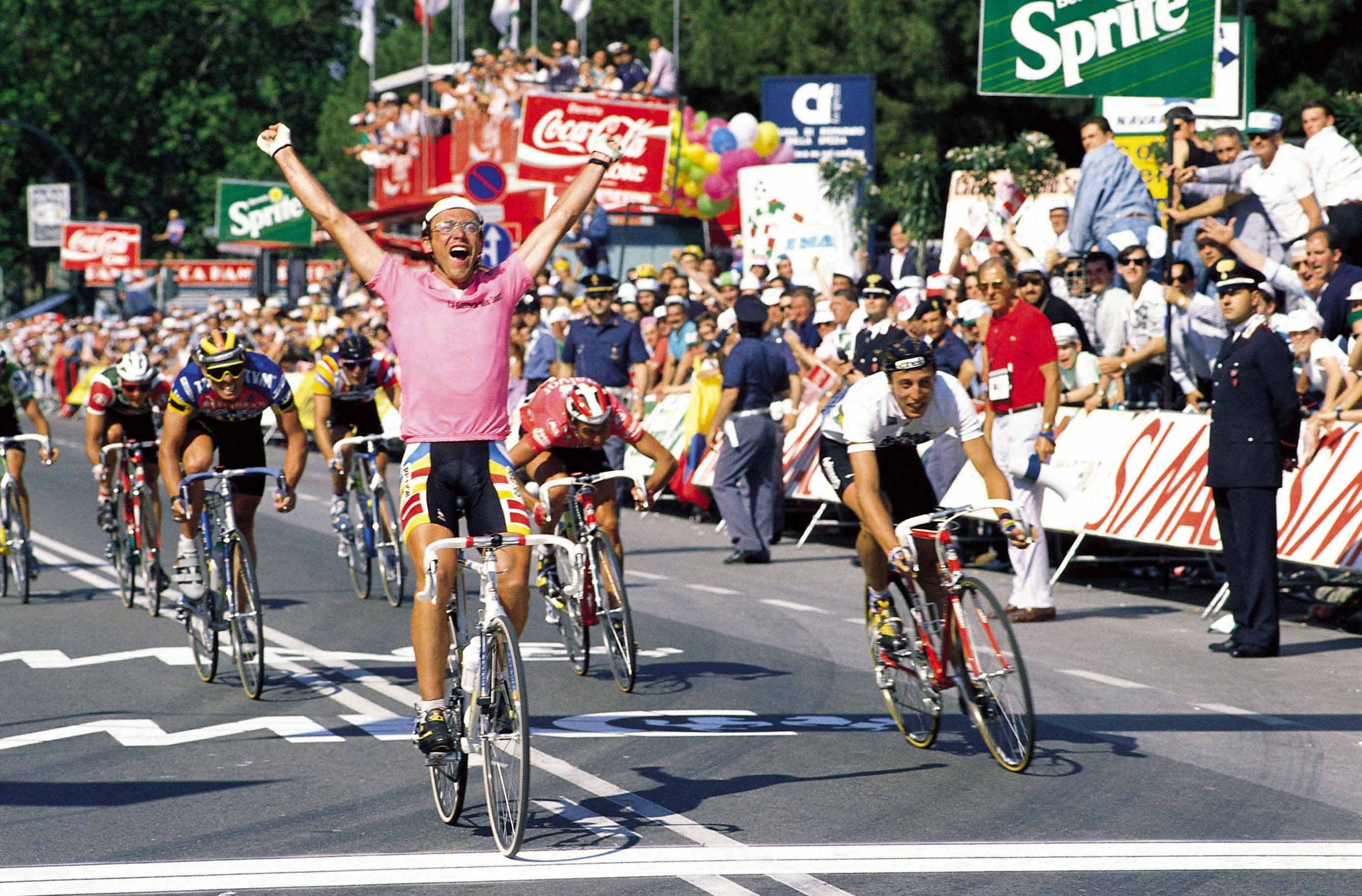
Laurent Fignon wint de Ronde van Italië 1989

In 1989 ging de 72e Giro d'Italia op 21 mei van start in Taormina. Hij eindigde op 11 juni in Florence. Er stonden 197 renners verdeeld over 22 ploegen aan de start. Hij werd gewonnen door Laurent Fignon.
Aantal ritten: 22

Totale afstand: 3623,0 km

Gemiddelde snelheid: 38,747 km/h

Aantal deelnemers: 197

## Belgische en Nederlandse prestaties
In totaal namen er 14 Belgen en 15 Nederlanders deel aan de Giro van 1989.

### Belgische etappezeges
- In 1989 was er geen Belgische etappezege.

### Nederlandse etappezeges
- Jean-Paul van Poppel won de 1e etappe van Taormina naar Catania en de 15e etappe deel A van Corvara naar Trento.

## Etappe uitslagen
| Datum   | Etappe     | Parcours                                       | Afstand | Eerste                     | Tweede                      | Derde                      | Klassementsleider          |
| ------- | ---------- | ---------------------------------------------- | ------- | -------------------------- | --------------------------- | -------------------------- | -------------------------- |
| 21 mei  | etappe 1   | Taormina - Catania                             | 123 km  | Jean-Paul van Poppel (Ned) | Giovanni Fidanza (Ita)      | Adriano Baffi (Ita)        | Jean-Paul van Poppel (Ned) |
| 22 mei  | etappe 2   | Catania - Monte Etna                           | 132 km  | Acacio Da Silva (Por)      | Lucho Herrera (Col)         | Tony Rominger (Zwi)        | Acacio Da Silva (Por)      |
| 23 mei  | etappe 3   | Villafranca Tirrena - Messina (Ploegentijdrit) | 32.5 km | Ariostea                   | Malvor-Sidi                 | Panasonic                  | Silvano Contini (Ita)      |
| 24 mei  | etappe 4   | Scilla - Cosenza                               | 204 km  | Rolf Järmann (Zwi)         | Rolf Sörensen (Den)         | Acacio Da Silva (Por)      | Silvano Contini (Ita)      |
| 25 mei  | etappe 5   | Cosenza - Potenza                              | 275 km  | Stefano Giuliani (Ita)     | Maurizio Fondriest (Ita)    | Phil Anderson (Aus)        | Silvano Contini (Ita)      |
| 26 mei  | etappe 6   | Potenza - Campobasso                           | 223 km  | Stephan Joho (Zwi)         | Claudio Chiappucci (Ita)    | Ennio Salvador (Ita)       | Silvano Contini (Ita)      |
| 27 mei  | etappe 7   | Isernia - Rome                                 | 208 km  | Urs Freuler (Zwi)          | Mario Cipollini (Ita)       | Giovanni Fidanza (Ita)     | Silvano Contini (Ita)      |
| 28 mei  | etappe 8   | Rome - Gran Sasso d'Italia                     | 183 km  | John Carlsen (Den)         | Lucho Herrera (Col)         | Marino Lejarreta (Spa)     | Erik Breukink (Ned)        |
| 29 mei  | etappe 9   | l'Aquila - Gubbio                              | 221 km  | Bjarne Riis (Den)          | Dmitri Konysjev (Rus)       | Enrico Galleschi (Ita)     | Acacio Da Silva (Por)      |
| 30 mei  | etappe 10  | Pesaro - Riccione (tijdrit)                    | 36.8 km | Lech Piasecki (Pol)        | Erik Breukink (Ned)         | Stephen Roche (Ier)        | Erik Breukink (Ned)        |
| 31 mei  | etappe 11  | Riccione - Mantua                              | 244 km  | Urs Freuler (Zwi)          | Mario Cipollini (Ita)       | Adriano Baffi (Ita)        | Erik Breukink (Ned)        |
| 1 juni  | etappe 12  | Mantua - Mira                                  | 148 km  | Mario Cipollini (Ita)      | José Rodriguez Garcia (Spa) | Jean-Paul van Poppel (Ned) | Erik Breukink (Ned)        |
| 2 juni  | etappe 13  | Padua - Rifugio Auronzo /Auronzo Hütte         | 207 km  | Lucho Herrera (Col)        | Laurent Fignon (Fra)        | Erik Breukink (Ned)        | Erik Breukink (Ned)        |
| 3 juni  | etappe 14  | Misurina - Kurfar/Corvara                      | 131 km  | Flavio Giupponi (Ita)      | Laurent Fignon (Fra)        | Andy Hampsten (Usa)        | Laurent Fignon (Fra)       |
| 4 juni  | etappe 15a | Kurfar/Corvara - Trente                        | 131 km  | Jean-Paul van Poppel (Ned) | Alessio Di Basco (Ita)      | Adriano Baffi (Ita)        | Laurent Fignon (Fra)       |
| 4 juni  | etappe 15b | Trente - Trente                                | 83.2 km | Lech Piasecki (Pol)        | Luca Gelfi (Ita)            | Francesco Rossignoli (Ita) | Laurent Fignon (Fra)       |
| 5 juni  | etappe 16  | Trente - Santa Caterina Valfurva               | 205 km  | etappe niet verreden       | etappe niet verreden        | etappe niet verreden       | Laurent Fignon (Fra)       |
| 6 juni  | etappe 17  | Sondrio - Meda                                 | 137 km  | Phil Anderson (Aus)        | Gianni Bugno (Ita)          | Moreno Argentin (Ita)      | Laurent Fignon (Fra)       |
| 7 juni  | etappe 18  | Mendrisio - Monte Generoso (tijdrit)           | 10.7 km | Lucho Herrera (Col)        | Ivan Ivanov (Sov)           | Andy Hampsten (Usa)        | Laurent Fignon (Fra)       |
| 8 juni  | etappe 19  | Meda - Tortona                                 | 198 km  | Jesper Skibby (Den)        | Massimo Ghirotto (Ita)      | Franco Vona (Ita)          | Laurent Fignon (Fra)       |
| 9 juni  | etappe 20  | Voghera - La Spezia                            | 220 km  | Laurent Fignon (Fra)       | Maurizio Fondriest (Ita)    | Phil Anderson (Aus)        | Laurent Fignon (Fra)       |
| 10 juni | etappe 21  | La Spezia - Prato                              | 216 km  | Gianni Bugno (Ita)         | Claude Criquielion (Bel)    | Laurent Fignon (Fra)       | Laurent Fignon (Fra)       |
| 11 juni | etappe 22  | Prato - Florence (tijdrit)                     | 53.8 km | Lech Piasecki (Pol)        | Greg LeMond (Usa)           | Flavio Giupponi (Ita)      | Laurent Fignon (Fra)       |

 winnaars · 
roze trui · 
  puntenklassement · 
  bergklassement · 
 jongerenklassement · 
 intergiro · 
 ploegenklassement · 
 strijdlust · 
 zwarte trui
Giro d'Italia Next Gen · Giro Donne · Cima Coppi
 Belgische rozetruidragers · etappewinnaars
 Nederlandse rozetruidragers · etappewinnaars
Mannen:
1909 · 
1910 · 
1911 · 
1912 · 
1913 · 
1914 · 
1919 · 
1920 · 
1921 · 
1922 · 
1923 · 
1924 · 
1925 · 
1926 · 
1927 · 
1928 · 
1929 · 
1930 · 
1931 · 
1932 · 
1933 · 
1934 · 
1935 · 
1936 · 
1937 · 
1938 · 
1939 · 
1940 · 
1946 · 
1947 · 
1948 · 
1949 · 
1950 · 
1951 · 
1952 · 
1953 · 
1954 · 
1955 · 
1956 · 
1957 · 
1958 · 
1959 · 
1960 · 
1961 · 
1962 · 
1963 · 
1964 · 
1965 · 
1966 · 
1967 · 
1968 · 
1969 · 
1970 · 
1971 · 
1972 · 
1973 · 
1974 · 
1975 · 
1976 · 
1977 · 
1978 · 
1979 · 
1980 · 
1981 · 
1982 · 
1983 · 
1984 · 
1985 · 
1986 · 
1987 · 
1988 · 
1989 · 
1990 · 
1991 · 
1992 · 
1993 · 
1994 · 
1995 · 
1996 · 
1997 · 
1998 · 
1999 · 
2000 · 
2001 · 
2002 · 
2003 · 
2004 · 
2005 · 
2006 · 
2007 · 
2008 · 
2009 · 
2010 · 
2011 · 
2012 · 
2013 · 
2014 · 
2015 · 
2016 · 
2017 · 
2018 · 
2019 · 
2020 · 
2021 · 
2022 · 
2023 · 
2024 · 
2025
Vrouwen:
1988 · 
1989 · 
1990 · 
1991 ·
1992 ·
1993 · 
1994 · 
1995 · 
1996 · 
1997 · 
1998 · 
1999 · 
2000 · 
2001 · 
2002 · 
2003 · 
2004 · 
2005 · 
2006 · 
2007 · 
2008 · 
2009 · 
2010 · 
2011 · 
2012 ·
2013 · 
2014 ·
2015 ·
2016 ·
2017 ·
2018 ·
2019 ·
2020 ·
2021 ·
2022 ·
2023 ·
2024 ·
2025